# Daniele Righi
Pour les articles homonymes, voir Righi.
Daniele Righi (né le 28 mars 1976 à Colle di Val d'Elsa, dans la province de Sienne, en Toscane - ) est un coureur cycliste italien. Il est professionnel de 2000 à 2012 avant d'intégrer l'encadrement technique de l'équipe Lampre.

## Palmarès

### Palmarès amateur
- 1997
  - Gran Premio Città di Pistoia
  - 3e du Giro del Valdarno
- 1999
  - Giro del Valdarno
  - 3e du Grand Prix San Giuseppe

### Palmarès professionnel
- 2003
  - 2e étape de la Semaine internationale Coppi et Bartali (contre-la-montre par équipes)
- 2004
  - 3e du Grand Prix Miguel Indurain
- 2007
  - 1re étape du Tour de Pologne (contre-la-montre par équipes)

## Résultats sur les grands tours

### Tour de France
5 participations
- 2005 : 110e
- 2006 : 109e
- 2007 : 96e
- 2008 : 127e
- 2009 : 110e

### Tour d'Italie
5 participations
- 2002 : 85e
- 2004 : 96e
- 2010 : 49e
- 2011 : 125e
- 2012 : 101e

### Tour d'Espagne
4 participations
- 2003 : 125e
- 2004 : 107e
- 2010 : 112e
- 2011 : 141e